# Despre cometă – prelegere populară
Despre cometă – prelegere populară este o operă literară scrisă de Ion Luca Caragiale. 